# Национальный театр (Осло)
Национальный театр (норв. Nationaltheatret) — драматический театр, открытый в столице Норвегии Осло в 1899 году.
Наряду с театром Национальная сцена является крупнейшим театральным центром страны.

## История
Театр был открыт в специально для него построенном здании на улице Карла-Юхана. Автор проекта здания театра архитектор Хенрик Булл (норв. Henrik Bull). В 1983 году здание театра было признано объектом культурного наследия.
В день открытия 1 сентября играли комедию Людвига Хольберга, на второй день была драма Генрика Ибсена «Враг народа», на третий день — драма Бьёрнсона «Сигурд Злой». На протяжении этих трёх вечеров присутствовали Бьёрнсон и Ибсен, а в первый день в театре также был и король Швеции и Норвегии Оскар II.
Театр был основан по частной инициативе и на первых порах существовал исключительно на частные средства. Уже в 1906 году, через год после того, как Норвегия получила независимость от Швеции, театр переживает экономический кризис.
На сцене театра ставились лучшие произведения зарубежных и национальных драматургов: «Варавва» Нурдаля Грига (1927), «Наша честь, наше могущество» Нурдаля Грига (1935), «Профессор Мамлок» Вольфа (1935), «Палач» Лагерквиста (1935), «Победа во тьме» Лагерквиста (1939), «Мать» Чапека (1940), «Господь и его слуги» Хьелланна (1955).
9 апреля 1940 года Норвегия была оккупирована фашистской Германией. Во время оккупации Норвегии театр использовался как казарма для размещения гитлеровских солдат. Позднее оккупационные власти заставили поставить несколько спектаклей немецких авторов, а также опер Вагнера и оперетт на немецком языке. В мае 1941 года 6 работников театра попали под подозрение гестапо и были немедленно уволены из театра. 24 мая было арестовано уже 13 человек, их отпустили лишь спустя две недели.
9 октября 1980 года в здании театра произошёл пожар, уничтоживший сцену и сценическое оборудование. Зал театра почти не пострадал, так как вовремя удалось опустить пожарный занавес. Как впоследствии было установлено, причиной пожара стала взорвавшаяся лампа софита.